# 東啓介
東 啓介（ひがし けいすけ、1995年7月14日 - ）は、日本の俳優。東京都出身。ワタナベエンターテインメント所属。

## 略歴
2013年、ワタナベエンターテインメント主催の「D-BOYSオーディション10th」にてファイナリストに選出され、同社の若手俳優育成システムDiscoveryに所属。同年に舞台『ミュージカル・テニスの王子様2ndシーズン』出演で本格的なデビューとなる。
2014年5月、ワタナベエンターテインメントから新設された系列事務所DIVE'に移籍する。
2015年1月から阿久津慎太郎プロデュースの2.5次元妖怪アイドル『妖〜AYAKASHI〜』に所属。2015年12月活動終了。

## 人物
- 愛称は「とんちゃん」。または「とんすけ」（ミュージカルテニスの王子様2ndで財前光役を演じた佐藤流司による）。
- 特技は書道・テニス・バスケ。趣味はスケボー・音楽鑑賞・映画鑑賞・ピアノ弾き語り・散歩 [7]。小学生時に始めた書道は、2017年の時点で6段の腕前[8]。
- 「30歳までに帝国劇場の舞台に立つこと」を目標に掲げていたが、2019年11月に帝国劇場で上演されるミュージカル『ダンス・オブ・ヴァンパイア』への出演決定により、24歳にしてそれを実現することとなった。
- ミュージカル『スカーレット・ピンパーネル』でグランドミュージカル初挑戦に至ってから、特に歌の練習に励んでいる。声楽学習書の『コールユーブンゲン』を独学したり、週2回程度ボイストレーニングに通うなどしている[8]。
- 三兄弟（兄1人と姉1人）の末っ子であり、2018年には母の誕生日祝いに家族で熱海旅行に行くなど、家族仲は良好。祖父は画家であった[9]。

## 出演

### 舞台
- ミュージカル『テニスの王子様』2ndシーズン（2013年 - 2014年） - 千歳千里 役
  - 青学vs四天宝寺（2013年12月19日 - 2014年3月2日、日本青年館大ホール 他）
  - イベント 春の大運動会2014（2014年4月26日、横浜アリーナ）
  - 全国大会 青学vs立海（2014年7月12日 - 9月28日、TOKYO DOME CITY HALL 他）
  - コンサート Dream Live 2014（2014年11月15日 - 24日、さいたまスーパーアリーナ 他）
- 『心霊探偵八雲』 祈りの柩（2015年2月11日 - 3月1日、新国立劇場 他） - 織田亮 役
- ミュージカル『薄桜鬼』シリーズ - 原田左之助 役
  - 黎明録（2015年5月23日 - 6月14日、AiiA 2.5 Theater Tokyo 他）
  - 新選組奇譚（2016年1月4日 - 17日、天王洲銀河劇場 他）
  - HAKU-MYU LIVE 2（2016年8月12日 - 17日、京都劇場 他）
  - 原田左之助篇（2017年4月14日 - 30日、AiiA 2.5 Theater Tokyo 他） - 主演
- 『ラズベリーボーイ2』 再演（2015年7月15日 - 20日、俳優座劇場 他） - 小林淕 役
- 『BOY BAND』（2015年10月10日 - 31日、よみうり大手町ホール 他）
- 舞台『弱虫ペダル』葦木場拓斗 役
  - ～総北新世代、始動〜（2016年3月4日 - 27日、TOKYO DOME CITY HALL 他）
  - ～箱根学園新世代、始動〜（2016年9月30日 - 10月10日、TOKYO DOME CITY HALL 他）- 主演
  - 新インターハイ篇〜スタートライン〜（2017年2月25日 - 3月12日、TOKYO DOME CITY HALL 他）
- 舞台『刀剣乱舞』 - 燭台切光忠 役
  - 虚伝 燃ゆる本能寺（2016年5月3日 - 20日、シアター1010 他）
  - 虚伝 燃ゆる本能寺 再演（2016年12月15日 - 1月17日、天王洲銀河劇場 他）
  - 義伝 暁の独眼竜（2017年6月1日 - 7月14日、天王洲銀河劇場 他）
  - 悲伝 結いの目の不如帰（2018年6月2日 - 7月29日、明治座 他）[10]
- 『Club SLAZY -Another world-』（2016年7月6日 - 17日、新宿FACE） - Will 役[11]
- 『グランギニョル』（2017年7月29日 - 8月20日、サンシャイン劇場 他） - 李春林 役[12]
- ミュージカル『スカーレット・ピンパーネル』演出：石丸さち子（2017年11月13日 - 12月5日、赤坂ACTシアター 他） - ハル 役[13]
- ミュージカル『マタ・ハリ』演出：石丸さち子（2018年1月22日 - 2月18日、東京国際フォーラム ホールC 他） - アルマン 役[14]
- ロックミュージカル『5DAYS 辺境のロミオとジュリエット』演出：石丸さち子（2018年4月3日 - 23日、KAAT神奈川芸術劇場 中スタジオ） - 主演 ハワル 役[15]
- ミュージカル『マリーゴールド』（2018年8月25日 - 9月9日、サンシャイン劇場 他） - コリウス 役[16]
- 『命売ります』脚本・演出：ノゾエ征爾（2018年11月24日 - 12月9日、サンシャイン劇場） - 主演 山田羽仁男  役[17]
- New Musical『Color of Life』（2019年4月26日、5月1日 - 5月27日、DDD青山クロスシアター） - 主演 広瀬和也 役[18]
- 中村雅俊45thアニバーサリー公演 第1部『勝小吉伝 ～ああ わが人生最良の今日～』（2019年7月6日 - 31日、明治座） - 勝麟太郎 役[19]
- ミュージカル『ダンス・オブ・ヴァンパイア』（2019年11月5日 - 2020年1月20日、帝国劇場 他） - アルフレート 役[20]
- ミュージカル『ホイッスル・ダウン・ザ・ウィンド ～汚れなき瞳～』（2020年3月7日 - 4月30日、日生劇場 他）- エイモス 役[21]
- ミュージカル『ジャージー・ボーイズ』（2020年7月6日 - 8月9日、帝国劇場） - ボブ・ゴーディオ 役[22][23]
  - ミュージカル『ジャージー・ボーイズ』（2022年10月6日 - 12月11日、日生劇場 他）[24][25]
  - ミュージカル『ジャージー・ボーイズ』（2025年8月10日 - 9月30日〈予定〉、シアタークリエ）[26][27]
- リーディングシアター『緋色の研究』（2020年6月17日 - 21日、ZAIKOにて無観客ライブ配信） [28] - シャーロック・ホームズ 役
- STAGE GATE VRシアター vol.1『Defiled-ディファイルド-』（2020年7月1日 - 8月10日、DDD青山クロスシアター 他、VR配信） [29]
- 『恋、燃ゆる。～秋元松代作「おさんの恋」より～』（2020年10月19日 - 11月15日、明治座） [30]
- ブロードウェイミュージカル『IN THE HEIGHTS イン・ザ・ハイツ』（2021年3月27日 - 4月28日、TBS赤坂ACTシアター 他） - ベニー 役
- ミュージカル『マタ・ハリ』再演（2021年6月15日 - 7月20日、東京建物 Brillia hall 他） - アルマン・ジロー 役
- ミュージカル『ザ・ビューティフル・ゲーム』（2023年1月7日 - 2月13日、日生劇場 他） - トーマス 役[31]
- 二次会のひとたち（2023年4月14日 - 30日、紀伊国屋ホール / 5月6日 - 7日、COOL JAPAN PARK OSAKA TTホール） - 中内啓介 役[32]
- ミュージカル『ラグタイム』（2023年9月9日 - 10月15日、日生劇場 他） - ヤンガーブラザー 役[33]
- TOHO MUSICAL LAB.『DESK』（2023年11月22日 - 23日、シアタークリエ）[34]
- リーディング『鳥ト踊る』（2023年11月27日 - 30日、I'M A SHOW）[35]
- カウントダウン ミュージカルコンサート 2023-2024（2023年12月31日、東京国際フォーラム ホールA）[36]
- ミュージカル『VIOLET』（2024年4月7日 - 21日、東京芸術劇場 プレイハウス / 4月27日 - 29日、梅田芸術劇場 シアター・ドラマシティ） - フリック 役[37]
- ミュージカル『DEATH TAKES A HOLIDAY』（2024年9月28日 - 10月20日、東急シアターオーブ / 11月5日 - 16日、梅田芸術劇場 メインホール） - エリック 役[38]
- ブロードウェイミュージカル『キンキーブーツ』（2025年4月27日 - 6月8日、東急シアターオーブ 他） - 主演 チャーリー・プライス 役[39]
- Musical Lovers2025（2025年11月8日・9日〈予定〉、渋谷区文化総合センター大和田 さくらホール）[40]

### テレビドラマ
- Club SLAZY Extra invitation 〜malachite〜（2017年10月13日 - 2018年3月2日、TOKYO MX） - Will 役
- Re:フォロワー 第2話（2019年10月13日、ABCテレビ・テレビ朝日系）- 安平勝成 役
- ウチの娘は、彼氏が出来ない!!（2021年1月12日 - 3月17日、日本テレビ） - 渉周一 役
- つまり好きって言いたいんだけど、 第4話 - 最終話（2021年10月28日 - 12月23日、テレビ東京） - 加賀美修 役[41]
- ファイトソング（2022年1月11日 - 3月15日、TBS） - 烏丸薫 役[42]
- 武士が、マックで店員になった件。 第2話（2022年5月25日、関西テレビ） - 謎の男 役
- ナンバMG5 第8話 - 最終話（2022年6月8日 - 6月22日、フジテレビ） - 小暮翔 役[43]
- チェイサーゲーム（2022年9月8日 - 10月28日、テレビ東京） - 魚川貴央 役[44]
- 闇金ウシジマくん外伝 闇金サイハラさん（2022年9月21日 - 12月28日、MBS・TBS） - 肉蝮 役[45]
- ●●ちゃん 第1章「セックスちゃん」（2023年8月21日 - 9月18日、ABCテレビ） - 高橋彰吾 役[46]
- 女子高生、僧になる。（2023年9月18日 - 10月23日、MBS） - 里中樹 役[47]
- おっさんのパンツがなんだっていいじゃないか!（2024年1月6日 - 3月16日、東海テレビ・フジテレビ） - 砂川円 役
  - おっさんのパンツがなんだっていいじゃないか!SP（2025年6月28日、東海テレビ・フジテレビ）[48][49]
- ぼくとぼくが好きな彼と、君と スペシャル版（2024年12月11日・18日、テレビ東京） - 崎山亮二 役[50]
- 問題物件 第2話（2025年1月22日、フジテレビ） - 滝野高 役[51]

### 配信ドラマ
- 私が獣になった夜〜名前のない関係〜 第5話（2021年12月2日、ABEMAプレミアム） - 井手祐 役

### 映画
- シグナル100（2020年1月24日公開、東映）- 藤田陽太郎 役[52]
- 映画 おっさんのパンツがなんだっていいじゃないか!（2025年7月4日公開、ギャガ） - 砂川円 役[53]

### アニメ映画
- 薄墨桜 -GARO-（2018年10月） - 時丸 役[54]

### ラジオ
- あさステ!（2018年10月1日 - 、超!A&G+） - 木曜日パーソナリティ[55]
- NHKオーディオドラマ 六人の嘘つきな大学生（2022年1月17日 - 28日、NHK FM）[56]

### ライブ
- ネルフェス in 武道館（2014年11月7日、日本武道館）
- EXIT TUNES ACADEMY 日本武道館 2015（2015年8月20日、日本武道館）
- 繭期夜会（2018年10月9日、なかのZERO 大ホール）[57]
- 繭期大夜会（2019年11月18日、オーチャードホール）[58]
- 東啓介1st Musical Concert『A NEW ME』（2020年11月28日 - 29日、東京・山野ホール）
- 柚希礼音ソロコンサート「REON JACK 4」（2021年9月25日、大阪・梅田芸術劇場シアター・ドラマシティ） - 日替わりゲスト[59]
- Japan Musical Festival 2022（2022年1月28日、東京・渋谷公会堂）[60]
- Sound Inn S meets billboard classics「ミュージカルスターズ シンフォニーポップス コンサート」（2022年3月27日、東京・中野サンプラザホール）[61]
- バラエティショー「THE PARTY in PARCO劇場～VARIETY SHOW & MY FAVORITE SONGS～」（2022年11月7日、東京・PARCO劇場） - 日替わりゲスト[62]
- 東啓介と聴活★Christmas Special Event（2022年12月25日、東京・大手町三井ホール）[63]
- 「加藤和樹のミュージックバー『エンタス』ON STAGE」（2023年3月19日、東京・渋谷公会堂） - ゲスト出演[64]
- COCOON PRODUCTION 2023「シブヤデマタアイマショウ」（2023年4月2日、Bunkamura シアターコクーン） - 日替わりゲスト[65][66]
- 「JBBコンサート2023」（2023年5月24日、東京・中野サンプラザホール）[67]
- 「HIGASHI KEISUKE BIRTHDAY LIVE ―音―」（2023年7月14日 - 15日、東京都 I'M A SHOW）[68]
- 「Connecting Puzzles vol.2」（2024年10月29日、I'M A SHOW）[69]
- TRUMP series 15th Anniversary FINAL「繭期極夜会」（2024年12月12日・13日、東京国際フォーラム ホールC）[70]
- モーリー・イェストン生誕80周年記念コンサート「Life's A Joy! Life Goes On!!」with 20years of Gratitude from Umeda Arts Theater（2025年7月19日・20日、東京・東京国際フォーラム ホールA / 7月25日・26日、大阪・梅田芸術劇場 メインホール）[71]

## 作品

### DVD
- 東啓介1st DVD『東啓介、南へ行く。』（2017年1月18日、ポニー・キャニオン）[72]

### 写真集
- 東啓介1st写真集『K』(2017年3月15日、ポニー・キャニオン)[73]
- 東啓介写真集『何色』(2021年3月10日 KADOKAWA)

### 楽曲
- 『こえ』(2020年6月10日、Youtubeチャンネルにて公開）